# Ergo Arena
Ergo Arena er en indendørs  multiarena på grænsen mellem byerne  Sopot og Gdańsk i Polen.

## Historie
Arenaen blev bygget mellem 2007 og 2010 af arkitektfirmaet KIPP Project, og blev indviet 18. august 2010 som Hala Gdańsk-Sopot. Hallen har en kapacitet på 11.409 siddepladser, og ved koncerter med stående publikum er kapaciteten 15.000. Tværs igennem arenaen går grænsen mellem Gdansk og Sopot.
Det polske forsikringsselskab Ergo Hestia har navnesponsoratet af arenaen. 